# When Trumpets Fade
When Trumpets Fade (en España: Cuando Callan las trompetas) es una película de guerra de 1998 dirigida por John Irvin, producida por John Kemeny y escrita por WW Vought. Se basa en una historia real de la Batalla del Bosque de Hürtgen en otoño de 1944 durante la Segunda Guerra Mundial. Unos días más tarde comenzó la Batalla de las Ardenas, dejando la campaña del bosque de Hürtgen en el más espantoso olvido, tal como lo relata el epílogo de esta cinta.

## Sinopsis
Esta película cuenta las acciones de un soldado estadounidense llamado David Manning (Ron Eldard), en la batalla del Bosque de Hürtgen en otoño de 1944 durante la Segunda Guerra Mundial, una campaña del ejército de los Estados Unidos que luchó contra el ejército alemán, la Wehrmacht, que se desarrolló del 14 de septiembre de 1944 hasta 10 de febrero de 1945 en el frente occidental.

## Comentarios
La crítica del sitio especializado Decine21 dijo:

"El film lo dirige John Irvin, familiarizado con las historias de guerra, como demuestra su incursión en el conflicto de Vietnam en La colina de la hamburguesa. Un gran despliegue de producción y un grupo de inspirados actores (entre otros, el actor de cine independiente Martin Donovan) aseguran un espectáculo que merece la pena.

Por su  parte la crítica de Filmaffinity fue:

"El veterano John Irvin realiza un infravalorado filme bélico con un interesante retrato sobre la cobardía y el valor para una cinta vibrante, entretenida y muy bien hecha.

El crítico Dennis Schwartz opinó_

"Trabajoso y esforzado trabajo sobre la Segunda Guerra Mundial…que, sorprendentemente, es mucho mejor que lo que son la mayoría de las películas de televisión. En este año en que fueron realizados dos épicas películas, Saving Private Ryan y La delgada línea roja, este filme de bajo presupuesto hecho al mismo tiempo que aquellos, se defiende bien frente a ellos. Sólo le falta la gran cinematografía.

La rústica personalidad de David Manning –encarnado por Ron Eldard – da a esta película una visión realista del tipo de soldado de la Segunda Guerra Mundial criado en la calle que se ve inmerso en una situación que no disfruta y debido a circunstancias imprevistas y por astuas maniobras de sus superiores, se transforma en un héroe pero, irónicamente, por ello muere en acción.Es un tema ya tratado en muchas viejas películas pero que aquí parece fresco. El núcleo de la película es el drama humano acerca de cómo Manning es forzado a asumir esta posición. Los filmes de guerra recientes parecen hechos con una nueva determinación de ser más realistas y menos edulcorados, lo que usualmente conduce a un filme bélico mejor.

## Reparto
- Ron Eldard - Pvt./Sgt./2ndLt. David Manning
- Zak Orth - Pvt. Warren "Sandy" Sanderson
- Frank Whaley - Cpl. Toby Chamberlain
- Dylan Bruno - Sargento. Patrick Talbot
- Devon Gummersall - Pvt.. Andrew Lonnie
- Dan Futterman - Pvt. Doug Despin
- Steven Petrarca - Pvt. Sam Baxter
- Dwight Yoakam - Teniente coronel George Rickman
- Martin Donovan - Capitán Roy Pritchett
- Timothy Olyphant - 1stLt. Terrence Lukas
- Jeffrey Donovan - Pvt. Robert "Bobby" Miller
- Bobby Cannavale - Capitán Thomas Zernek
- Frank-Michael Kobe - Oberfeldwebel (sargento alemán)

## Premios
En 1999, el director John Irvin ganó su primer premio para la película que fue el FIPA de Plata Premio al Mejor Director.